# Giovanni Battista Cavalcaselle

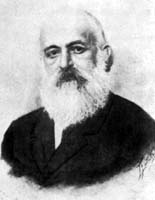
Giovanni Battista Cavalcaselle.

Giovanni Battista Cavalcaselle, född 22 januari 1820, död 31 oktober 1897, var en italiensk konsthistoriker.
Cavalcaselle studerade i Tyskland, Frankrike, Storbritannien och Spanien. Cavalcaselle har tillsammans med Joseph Archer Crowe utgett det länge mycket betydelsefulla verket History of painting in Italy (1864-1872, flera senare upplagor), samt flera arbeten om gammalnederländskt måleri.